# Mordella nesiotica
Mordella nesiotica es una especie de coleóptero de la familia Mordellidae.

## Distribución geográfica
Habita en  Fiyi.